# 千葉県立中央図書館
千葉県立中央図書館 （ちばけんりつちゅうおうとしょかん）は、千葉県千葉市中央区にある県立の公共図書館である。主な所蔵資料は図書、雑誌、新聞、マイクロフイルムである。千葉県立図書館3館の調整機能を持つセンター館であり、西部図書館が自然科学・技術系資料、東部図書館が文学・歴史分野の資料をそれぞれ充実させているのに対し、千葉県関係資料・児童サービスを充実させている。建物は大高正人の設計で、日本を代表する現存の近代建築の一つとしてDOCOMOMO JAPAN選定 日本におけるモダン・ムーブメントの建築に選ばれている。

## 歴史

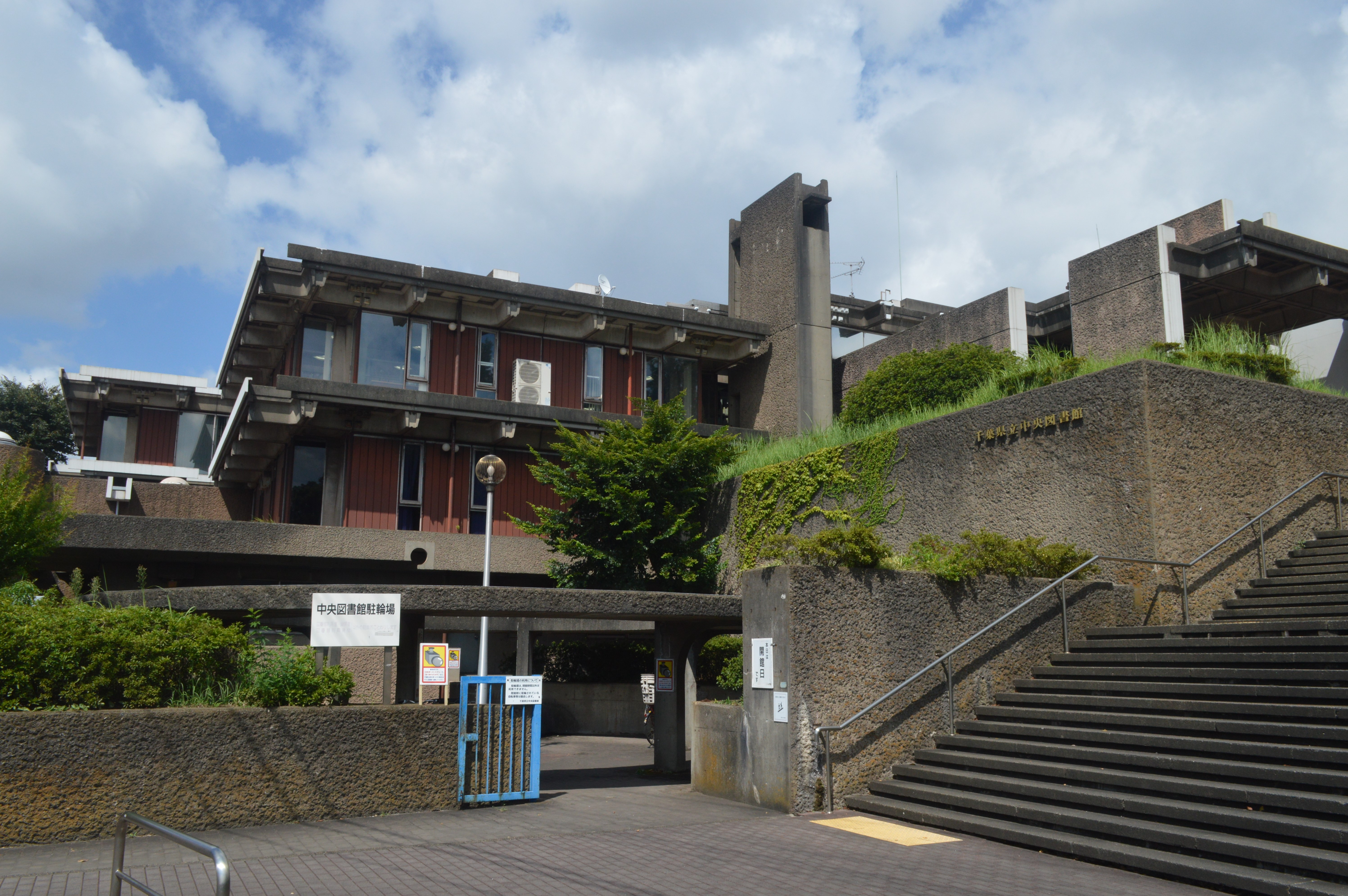
図書館入口

- 1892年（明治25年）5月 - 千葉県教育会附属書籍館（しょじゃくかん）として千葉市本町立真社楼上に開館。千葉県内では最初の図書館。
- 1896年（明治29年）9月 - 千葉県教育会附属図書館と改称、亥鼻台に移転。
- 1924年（大正13年）3月 - 千葉県に移管、御成婚記念千葉県図書館と改称。
- 1933年（昭和8年）10月 - 千葉県知事から図書館令に基づく県中央図書館の指定を受ける。
- 1951年（昭和26年）1月 - 図書館法制定にともなう千葉県図書館設置条例の公布・施行により千葉県立中央図書館と改称。
- 1968年（昭和43年）
  - 6月 - 新館舎（現在の館舎）が落成。
  - 9月13日 - 新館舎（現在の館舎）が開館[3]。
- 2001年（平成13年）4月 - 千葉県立図書館ウェブサイト開設。
- 2010年（平成22年）7月 - 千葉大学附属図書館との相互協力協定を締結[4]。

## サービス
開館時間
- 平日：9時 - 19時（児童資料室は17時まで）
- 土・日・祝日・休日：9時 - 17時

休館日
- 月曜日（その日が祝・休日にあたる場合はその翌日）
- 館内整理日（毎月第3金曜日、その日が祝・休日にあたる場合はその前日）
- 年末年始（12月28日 - 1月4日）
- 特別整理期間（1年を通じ10日以内）

貸出制限
千葉県内に在住・在勤・在学の者に限る。1人5冊まで貸出可能。貸出期間は2週間まで（返却期限内であれば、1度だけ期限延長が可能）。返却は県立3館のどこでも可能。

## 立地
亥鼻公園の一角にあり、隣接して千葉県文化会館、千葉市立郷土資料館（千葉城）がある。また周辺には千葉大学亥鼻キャンパス、千葉県庁、千葉県警察本部、千葉県文書館、千葉地方裁判所・家庭裁判所、千葉地方検察庁などがある。
- 鉄道
  - 千葉都市モノレール県庁前駅から徒歩約5分
  - JR本千葉駅から徒歩約7分
  - 京成千葉線千葉中央駅から徒歩約15分
- バス路線
  - JR千葉駅からバス「県庁前」下車徒歩約5分
- 最寄りのインターチェンジ
  - 京葉道路 松ヶ丘インターチェンジ

## 過去の事業

### 移動図書館「ひかり号」
1949年（昭和24年）から1997年（平成9年）まで、移動図書館「ひかり号」（運行開始時は「訪問図書館ひかり」）による千葉県内各地の巡回が行われていた。
図書館の自動車による巡回は、高知県立図書館が1948年7月、鹿児島県立図書館が1949年3月に開始しており、千葉県立中央図書館が最初というわけではない。しかし高知県や鹿児島県の場合は、一定冊数の図書をまとめて配布・交換する巡回文庫形式であり、開架式書架を備えた自動車等で図書を持ち運び、移動先で個人貸出等のサービスを行う、という意味での移動図書館を最初に導入したのは、千葉県とされる。当時の館長であった廿日出逸暁の代表的な仕事として知られる。
移動図書館の1号車には、米軍から払い下げられたダッジ ウェポンキャリアが改造されて用いられることになり、呼称は公募で「ひかり」と決定された。1949年8月8日に「ひかり」の命名式が行われ、同年9月14日より、市原・夷隅・長生地域を対象として巡回が開始された。導入当初は、3週間に1回ずつ定期巡回し、巡回先に設置されたステーション（駐車場）において、個人が自由に自分の読みたい図書を選び出して借り受ける、という個人閲覧貸出方式をとっていた。1952年までに3台が導入されて県内全域の巡回が可能となり、全県24コース・305ステーションが設置された。以後、自動車を随時更新しつつ、ほぼ3台の体制で運行が行われ、1997年に運行を終了するまでに計12台が導入された。
貸出冊数は1953年の約13万冊がピークで、その後も1960年代中頃までは10万冊前後を維持していた。
1961年、県の財政難のため、直接貸出から配本所を設置しての間接サービスに切り替えられた。1960年代以後、公立図書館が増加すると、ひかり号は図書館未設置地域を対象に運行されるようになる。1972年、それまでの県立図書館が直接にステーションを運営してきた方法を改め、市町村教育委員会の協力を得て運営する形に転換。1977年10月からは図書館協力車が導入され、その拡大とともにひかり号は次第に縮小される。1984年度からはステーションでの一般直接貸し出しから公民館等の読書施設への貸し出しへと重点が移行し、1986年度には一般貸出しステーションが全廃され、1987年度からは図書館未設置市町村のみが対象とされるようになった。1997年度をもってひかり号の運行は停止された。

### 分館
1948年（昭和23年）から1987年（昭和62年）まで、県内各地域の図書館整備のため、地域の中心となるべき地点8か所に、県立中央図書館の分館を市町村立図書館内に併設の形で設置していた。
- 香取分館 - 香取郡佐原町→佐原市（現・香取市）。1948年4月7日開館。佐原町立図書館（新設、のち佐原市佐原図書館→佐原市立中央図書館、現・香取市立佐原中央図書館）に併設。
- 山武分館 - 山武郡東金町→東金市。1948年4月18日開館。東金町図書館（新設、1954年に東金市立東金図書館と改称）に併設。
- 君津分館 - 木更津市。1948年5月7日開館。木更津市立図書館に併設。
- 海匝分館 - 匝瑳郡八日市場町→八日市場市（現・匝瑳市）。1948年5月17日開館。八日市場町立図書館（のち八日市場市立図書館、現・匝瑳市立八日市場図書館）に併設。
- 安房分館 - 安房郡鴨川町→鴨川市。1948年7月19日開館。鴨川町立図書館（新設、のち鴨川市立図書館）に併設。
- 安房館山分館 - 館山市。1954年1月18日開館。館山市立図書館（新設）に併設。
- 夷隅分館 - 夷隅郡大多喜町。1954年7月3日開館。大多喜町立大多喜図書館天賞文庫に併設。
- 長生分館 - 茂原市。1954年7月13日開館。茂原市立図書館（新設）に併設。

千葉県立西部図書館（1987年7月開館）の新設にともなう機構改革により、すべての分館は1987年3月31日付で廃止された。

## 関連図書館
- 千葉県立図書館
  - 千葉県立西部図書館（主に自然科学・技術系資料）
  - 千葉県立東部図書館（主に文学・歴史分野の資料）